# Segunda expedición a Kamchatka

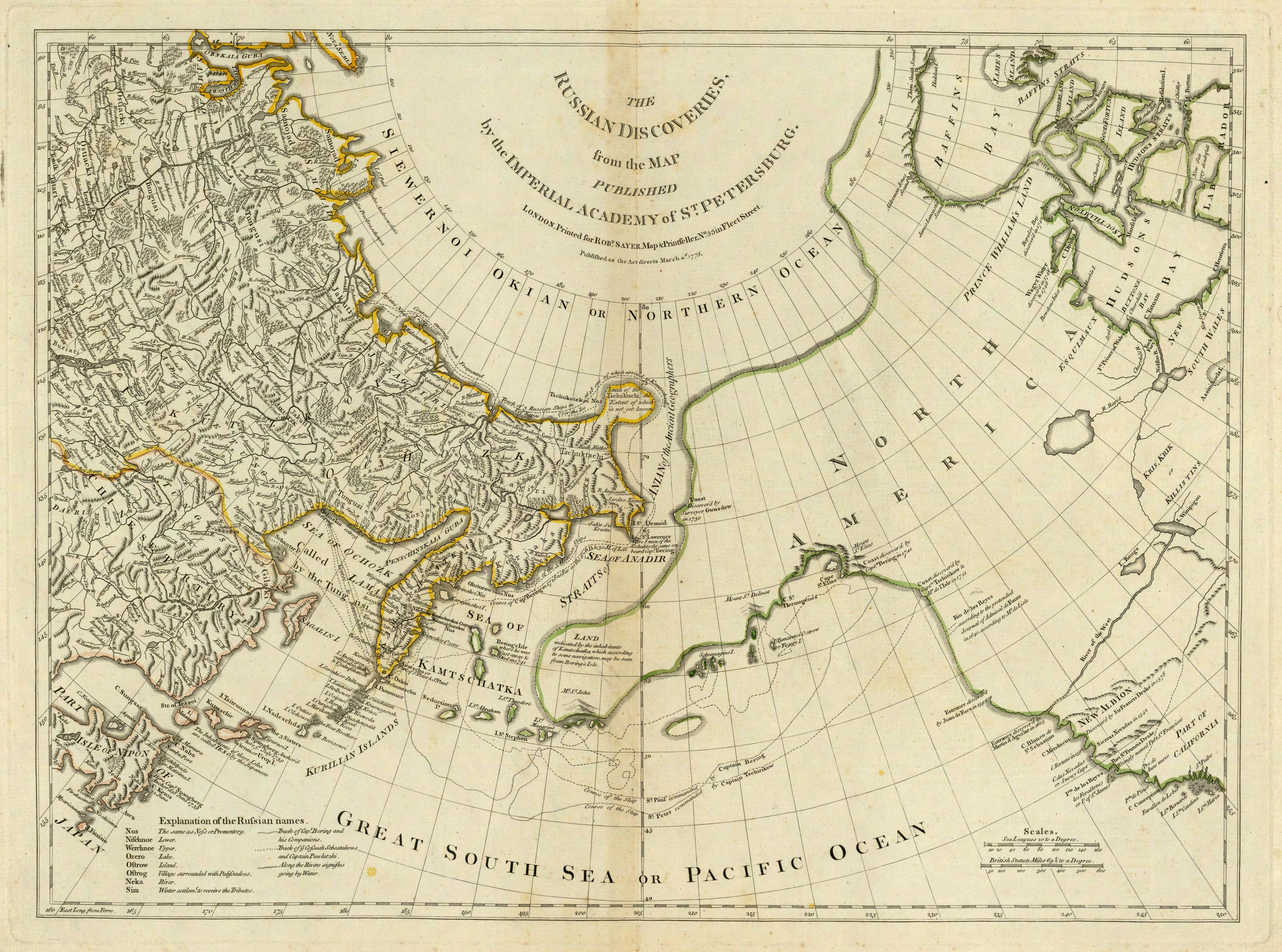
Uno de los logros más importantes de la expedición fue la cartografía de la parte noreste de Asia. El Departamento de Geografía de la Academia de las Ciencias de San Petersburgo publicó en 1754 un mapa con el título de Nouvelle Carte des Découvertes faites par des Vaisseaux Russiens, que también representa la ruta marítima de Vitus Bering y Alekséi Chírikov. La nueva información geográfica fue rápidamente difundida y recibió una gran atención en toda Europa. Arriba, un mapa inglés titulado The Russian Discoveries, preparado por el cartógrafo londinense Thomas Jefferys (esta es una reimpresión publicada por Robert Sayer en el American Atlas de 1776).

La segunda expedición a Kamchatka (en ruso, Вторая Камчатская экспедиция) fue una gran expedición de exploración rusa que tenía como objetivo encontrar y cartografiar el extremo oriental de Siberia, con la esperanza de que continuase por la costa occidental de América del Norte y que duró aproximadamente desde 1733 hasta 1743. La expedición fue encomendada por la emperatriz Ana de Rusia al danés Vitus Bering, que también había sido elegido por Pedro el Grande para dirigir la primera expedición de Kamchatka (1725-1730).
Los logros más importantes de la expedición fueron el descubrimiento de Alaska, de las islas Aleutianas, de las islas del Comandante y de la isla de Bering, así como una evaluación cartográfica detallada de la costa norte y nordeste de Rusia y las islas Kuriles. La expedición también rechazó definitivamente la leyenda sobre la existencia de una masa de tierra en el Pacífico norte. También incluyó investigaciones etnográficas, históricas y científicas en Siberia y Kamchatka. Cuando la expedición fracasó en el intento de rodear el extremo oriental de Asia, el sueño de encontrar un económicamente viable paso del Noreste, anhelado desde el siglo XVI, llegó definitivamente a su fin.
Con más de 3000 personas directa e indirectamente involucradas, la segunda expedición de Kamchatka fue uno de los mayores proyectos expedicionarios de la historia. El coste total de la empresa, completamente financiado por el Estado ruso, alcanzó una suma estimada de 1,5 millones de rublos, una cantidad enorme para la época, que corresponde a una sexta parte de los ingresos del Estado ruso en el año 1724. Debido a su complejidad y escala, la expedición llegó a ser conocido como la «Gran Expedición del Norte».
Bering comandaba dos barcos construidos en Ojotsk expresamente para esta expedición: el Sviatói Piotr (San Pedro), bajo su mando directo, y el Sviatói Pável (San Pablo) al mando de su adjunto, Alekséi Chírikov. En 1740, Vitus Bering llegó a la bahía de Avacha y puso la primera piedra para el puerto de Petropávlovsk-Kamchatski, que lleva el nombre de sus dos barcos, el San Pedro y el San Pablo.

## Antecedentes: primeras investigaciones científicas de Siberia y primera expedición de Bering
El inicio de la exploración sistemática y los descubrimientos científicos en la parte oriental de Asia en el siglo XVIII se debieron a la iniciativa del zar Pedro el Grande (1672-1725). En 1697 y 1698 Pedro había viajado por varias naciones europeas y se entusiasmó con la idea de fundar una academia científica en Rusia. Este plan se materializó en 1723-1724 cuando decidió llamar a especialistas extranjeros a Rusia y crear esa academia científica en San Petersburgo. Tenía la esperanza de que fuese una extensión de la cultura científica europea en su propia tierra y que más adelante pudiera educar a los estudiosos nativos.

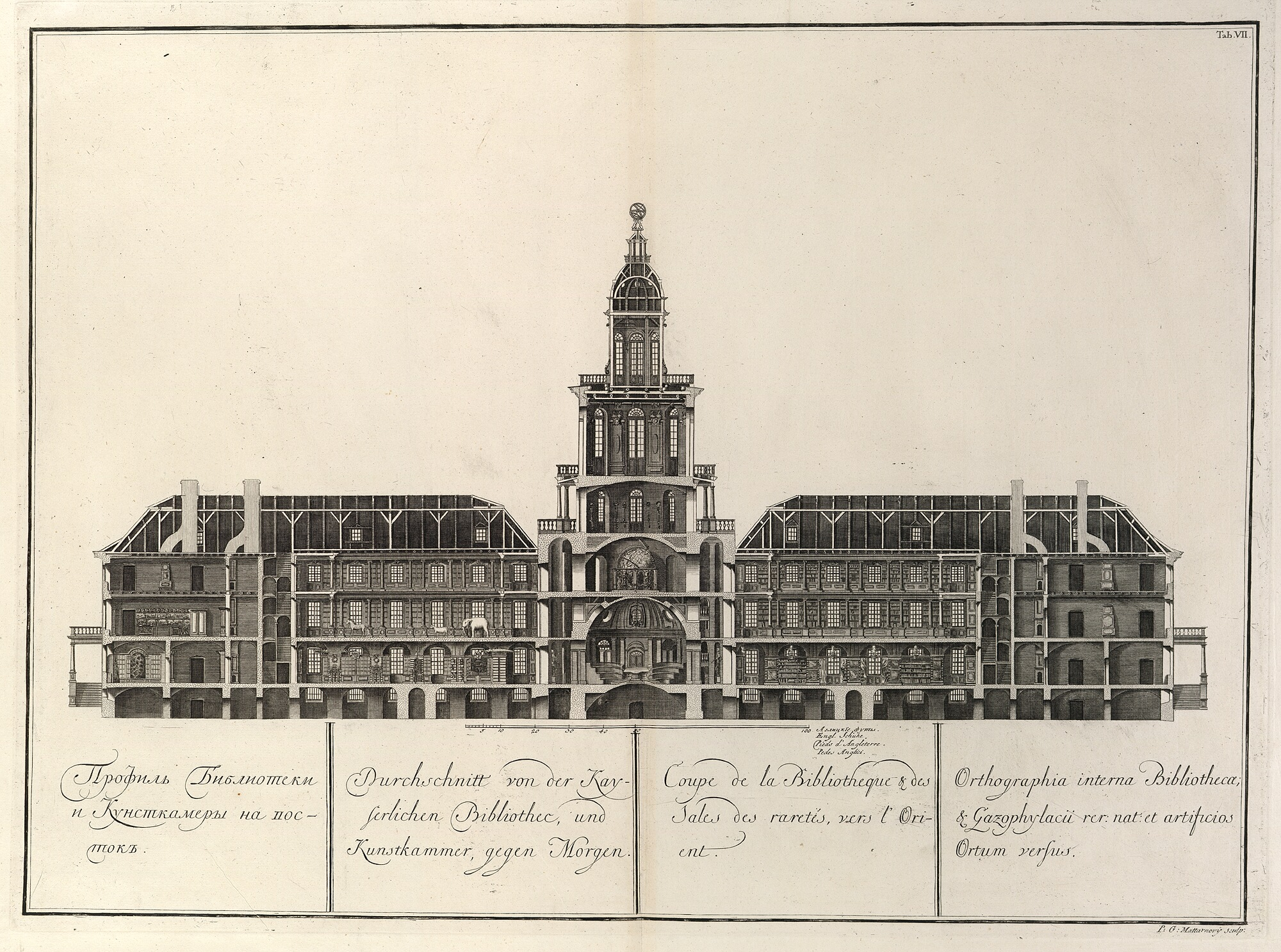
Pintura contemporánea del edificio principal de la Academia de las ciencias de San Petersburgo. Grabado titulado Corte-sección de la biblioteca imperial y la sala de arte en la mañana, tomado de una serie de doce grabados publicados en 1741. Fueron los primeros trabajos en colaboración de los talleres de la academia de San Petersburgo.

En diciembre de 1725 la institución fue inaugurada con varias celebraciones. El núcleo del personal de la Academia en las primeras décadas de su existencia lo formaron jóvenes científicos, en su mayoría académicos de habla alemana. Una de sus tareas consistía en la organización científica y, finalmente el acompañamiento, de las expediciones de exploración a las partes entonces aún poco conocidas del Imperio ruso. El médico alemán Daniel Gottlieb Messerschmidt (1685-1735) fue uno de los primeros viajeros, realizando un largo viaje a través de la Siberia Occidental y la Siberia Central, entre 1720 y 1727. Ese viaje marcó el inicio de las investigaciones siberianas, realizando estudios de geografía, mineralogía, botánica, zoología, etnografía y filología, así como supuso la apertura de la región al comercio y el desarrollo económico. La expedición Messerschmidt fue la primera de una larga serie de exploraciones científicas de Siberia.
En febrero de 1725, poco antes de su muerte, el zar firmó una orden que autorizaba una segunda gran expedición hacia el este. Pedro el Grande se había reunido muchas veces con Gottfried Wilhelm Leibniz (1646-1716) y en su última reunión, celebrada en Bad Pyrmont en 1716, Leibniz le había planteado la pregunta de si existía un puente terrestre entre Asia y el noreste de América del Norte, un punto de gran relevancia en el debate contemporáneo sobre los orígenes de la humanidad. La creencia en un origen común de los seres humanos no deseaba abandonarse y ello planteaba el problema del origen de los asentamientos humanos en el Nuevo Mundo. A fin de resolver la cuestión sobre la existencia de ese puente terrestre, Pedro había enviado en 1719 a los geodestas Iván Yevréinov (Ivan Yevreinov) (1694-1724) y Fiódor Luzhin (muerto en 1727) con el cometido de que llegasen a la parte más oriental de su imperio. La expedición no tuvo éxito, al menos en lo que respecta a la cuestión del puente de tierra, y en 1724 Pedro volvió nuevamente a encomendar ese objetivo a otra expedición, la primera expedición a Kamchatka.
Esta empresa, que duró desde 1728 hasta 1730, fue dirigida por el capitán danés Vitus Bering (1681-1741). Bering había sido oficial de la marina imperial de Rusia desde 1704. Utilizando el buque San Gabriel, que había sido construido en la desembocadura del río Kamchatka, Bering hizo dos viajes al noreste en años sucesivos (1728 y 1729), y logró alcanzar los 67° de latitud norte, un punto desde el que la costa no se extendía más hacia el norte. En ambos viajes no pudo llegar a la costa de América del Norte debido a las condiciones climáticas adversas. A pesar de los nuevos conocimientos adquiridos sobre la geografía de la costa noreste de Siberia, el informe que Bering preparó sobre la expedición a su regreso dio lugar a un debate dividido, porque la pregunta acerca de la conexión con América del Norte seguía sin respuesta, lo que llevó a Bering a proponer hacer una segunda expedición a Kamchatka.

## La expedición

### Planificación y preparación

#### El proyecto de la expedición de Bering y las dos flotas

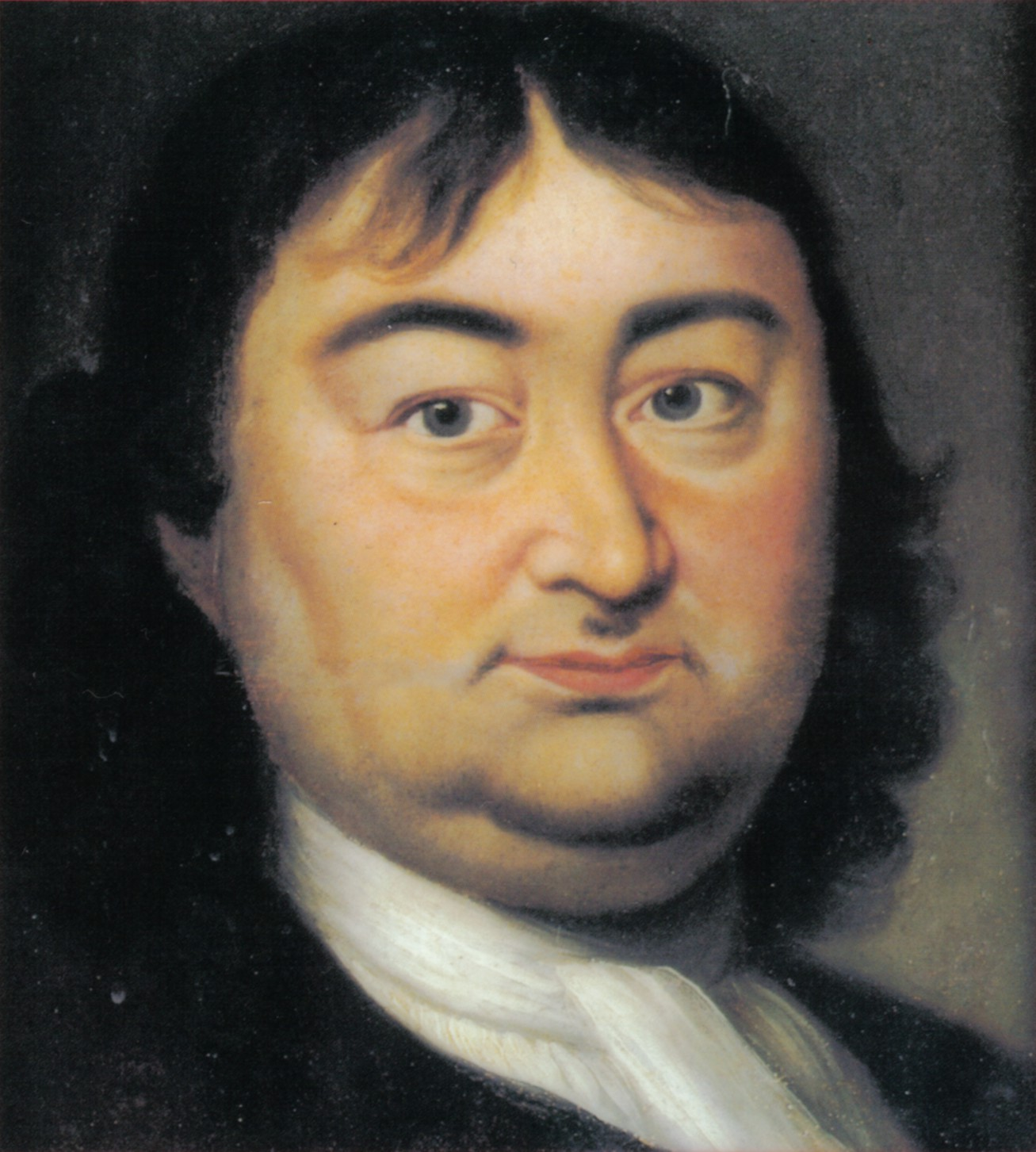
Pintura al óleo de un maestro albañil de la mitad del. Este retrato fue considerado durante mucho tiempo como un retrato de Vitus Jonassen Bering. Después de la exhumación de Bering en 1991 y de una posterior investigación forense, ahora se acepta que es un retrato del escritor danés Vitus Bering Pedersen (muerto en 1675), un tío del explorador.

Los fines que esperaba alcanzar Bering con la nueva expedición eran el estudio de la costa norte del Imperio ruso; la ampliación del puerto de Ojotsk como puerta de entrada hacia el océano Pacífico; la búsqueda de una ruta marítima hacia América del Norte y Japón; la apertura a los recursos naturales de Siberia; y, por último, asegurar la soberanía de Rusia en la parte oriental de Asia. Las condiciones para este gigantesco proyecto pronto resultaron favorables cuando accedió en 1730 al trono la emperatriz Ana de Rusia (1693-1740), que quería continuar la expansión económica y territorial del imperio emprendida por su tío Pedro el Grande. La emperatriz dictó un ukaz el 17 de abril de 1732 ordenando una nueva expedición. Fue seguido de dos ukazes más, el 2 y 15 de mayo de 1732, del Senado de Rusia ordenando al Almirantazgo la preparación de la empresa, y el nombramiento de Vitus Bering como comandante. Otro ukaz del 2 de junio de 1732 obligó a la aún naciente Academia de las Ciencias de San Petersburgo a preparar las instrucciones para el componente científico del viaje. Un último ukaz del 27 de diciembre de 1732 se refería a la organización y la puesta en marcha oficial de la expedición.
La expedición se dividió en tres grupos, cada uno de ellos a su vez con varios subgrupos adicionales. La misión del grupo del norte era medir y cartografiar la costa norte rusa entre el puerto de Arjánguelsk, en el mar Blanco, y la desembocadura del río Anádyr, en Siberia Oriental. La realización de esta misión sentaría las bases para determinar la viabilidad de un paso del Noreste como posible conexión entre Europa y el océano Pacífico, ya que se esperaba fuese una alternativa al transporte terrestre utilizado en el comercio de Rusia y China, así como una ruta al noreste hasta la misma India. El grupo de la expedición del Pacífico estaba formada por dos divisiones: la primera, dirigida por el propio Bering, debía de proceder desde el puerto de Ojotsk hasta la península de Kamchatka y realizar allí un reconocimiento de la legendaria Tierra de Joao da Gama, nombrada así por el explorador portugués Joao da Gama, que había descubierto y reclamado en 1589 una masa de tierra al norte de Japón. Desde la Tierra de Joao da Gama, el grupo de Bering seguiría navegando hacia el este hasta encontrar la costa de América del Norte. La segunda división del Pacífico, al mando del capitán danés Martin Spångberg (nacido en 1759 o 1761), que había acompañado a Bering en la primera expedición de Kamchatka, estaría encargada de explorar la ruta marítima desde Ojotsk a Japón y China.

#### El componente académico

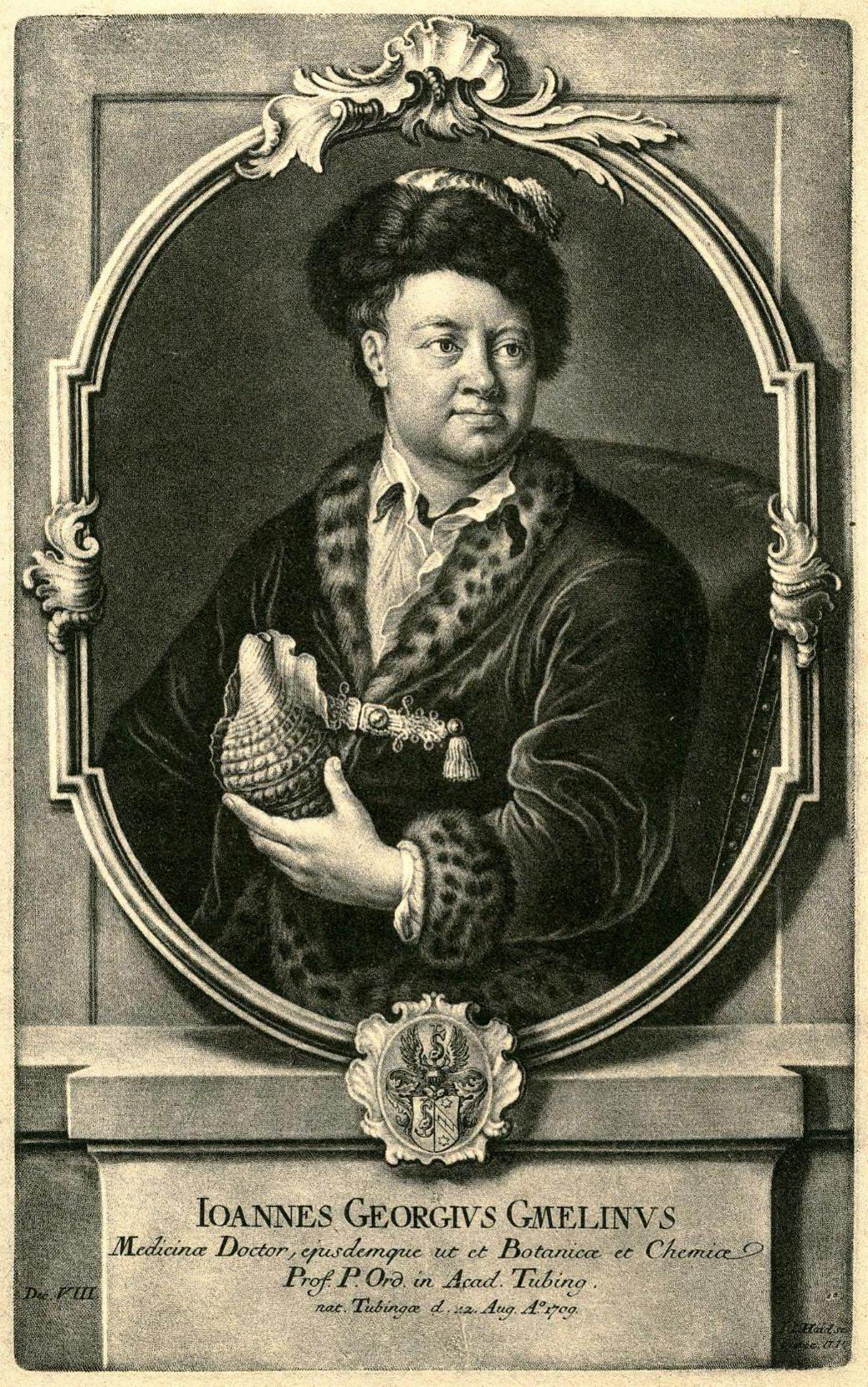
Johann Georg Gmelin (1709-55), responsable de la investigación en el mundo vegetal, animal y mineral

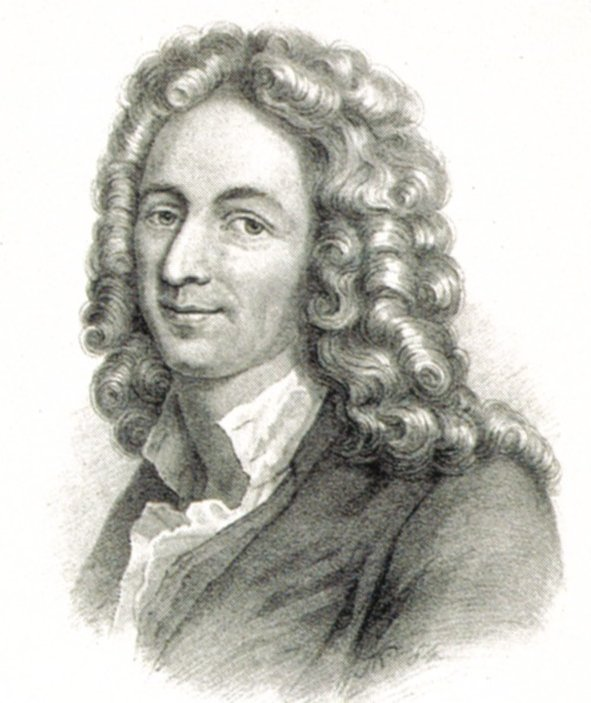
Louis Delisle de la Croyère (1690–1741), responsable de las mediciones astronómicas y geodésicas.

La parte académica de la expedición estaba dirigida por tres profesores de la Academia de las Ciencias de San Petersburgo. El naturalista, botánico y geógrafo alemán Johann Georg Gmelin (1709-55) era el responsable de la investigación en el mundo vegetal y animal, así como de las características minerales de las regiones que iban a ser exploradas. Gmelin había estudiado en Tubinga y había hecho investigaciones sobre la composición química de las aguas curativas. A instancias de su antiguo profesor, Georg Bernhard Bilfinger (1693-1750), Gmelin se había trasladado a Rusia con él en 1727 y había recibido un puesto de profesor de química e historia natural en 1731.
La Academia eligió a otro alemán, el historiador y geógrafo Gerhard Friedrich Müller (1705-83), para encabezar los estudios etnográficos e históricos. Müller había estudiado en Rinteln y Leipzig y había ido a San Petersbugo en 1725 por recomendación de un colega. Se convirtió en profesor extraordinario en 1730, y un año más tarde fue ascendido a profesor titular. Había realizado una investigación intensiva de la historia de Rusia, dando lugar a la publicación en 1732 del primer volumen de la Historia recopilada de Rusia. Debido a la altivez de Müller como secretario del canciller, había frecuentes roces entre él y sus colegas. Su participación en la expedición se debió no sólo a su deseo de tener acceso a las fuentes históricas a través de la expedición, sino también a pasar un tiempo lejos de San Petersburgo.
A sugerencia del astrónomo francés Joseph Nicolas Delisle (1688-1768), que había sido contratado por Pedro el Grande para trabajar en San Petersburgo, la Academia de las Ciencias confió el trabajo de la metrología astronómica y geográfica a Louis Delisle de la Croyère (1690-1741), el hermano menor de Delisle. Louis había estado trabajando en la Academia como adjunto de astronomía. En 1727 fue ascendido a profesor y enviado a una campaña de exploración, de tres años, a la región de Arjánguelsk y la península de Kola, que le proporcionó experiencia en expediciones de exploración. La participación de Croyère en la parte académica de la expedición se convirtió más tarde en polémica, cuando su competencia fue cuestionada por Gmelin y Müller.
Los integrantes de la parte académica no eran responsables ante Bering, sino solamente ante la propia Academia de San Petersburgo. Cada uno de los profesores recibió un encargo preciso en lo que respecta a la realización de su programa de investigación. Las directrices dadas a Croyère y sus geodestas fueron escritas por su hermano Joseph Nicolas. Gmelin escribió las instrucciones para su propio trabajo de investigación en historia natural y recibió instrucciones del anatomista Johann Georg Duvernois (1691-1759), que había formado parte del claustro de profesores en Tubinga, al igual que Georg Bernhard Bilfinger. Entre otras cosas, Duvernois quería saber si los pueblos de Siberia podían mover las orejas, si su úvulas eran simples o estaban divididas en dos o tres partes, si los hombres de Siberia tenían leche en sus senos, etcétera. El físico Daniel Bernoulli (1700-82) fue el autor de las instrucciones destinadas a Croyère y Gmelin, acerca de la realización de una serie de observaciones físicas. El historiador Müller elaboró su propio plan de trabajo. Sus principales objetivos consistían en investigar la historia de todas las ciudades que visitará la expedición y recoger información sobre los idiomas de los grupos que encontrarían en el camino. Los pintores Johann Christian Berckhan (muerto en 1751) y Johann Wilhelm Lürsenius (muerto alrededor de 1770), ambos componentes de la parte académica, tenían instrucciones especiales. La Academia encomendó a todos los investigadores la preparación de informes sobre el estado y los resultados de la expedición en ruso y en latín. 
El componente académico de la expedición fue provisto con muchos instrumentos de medición astronómicos, geodésicos y físicos para llevar a cabo sus investigaciones. El gobernador de Siberia y las diversas autoridades locales recibieron la orden de proporcionar a los investigadores toda la ayuda que necesitaran.

### Los viajes de los tres grupos (1733-43)

#### El grupo académico

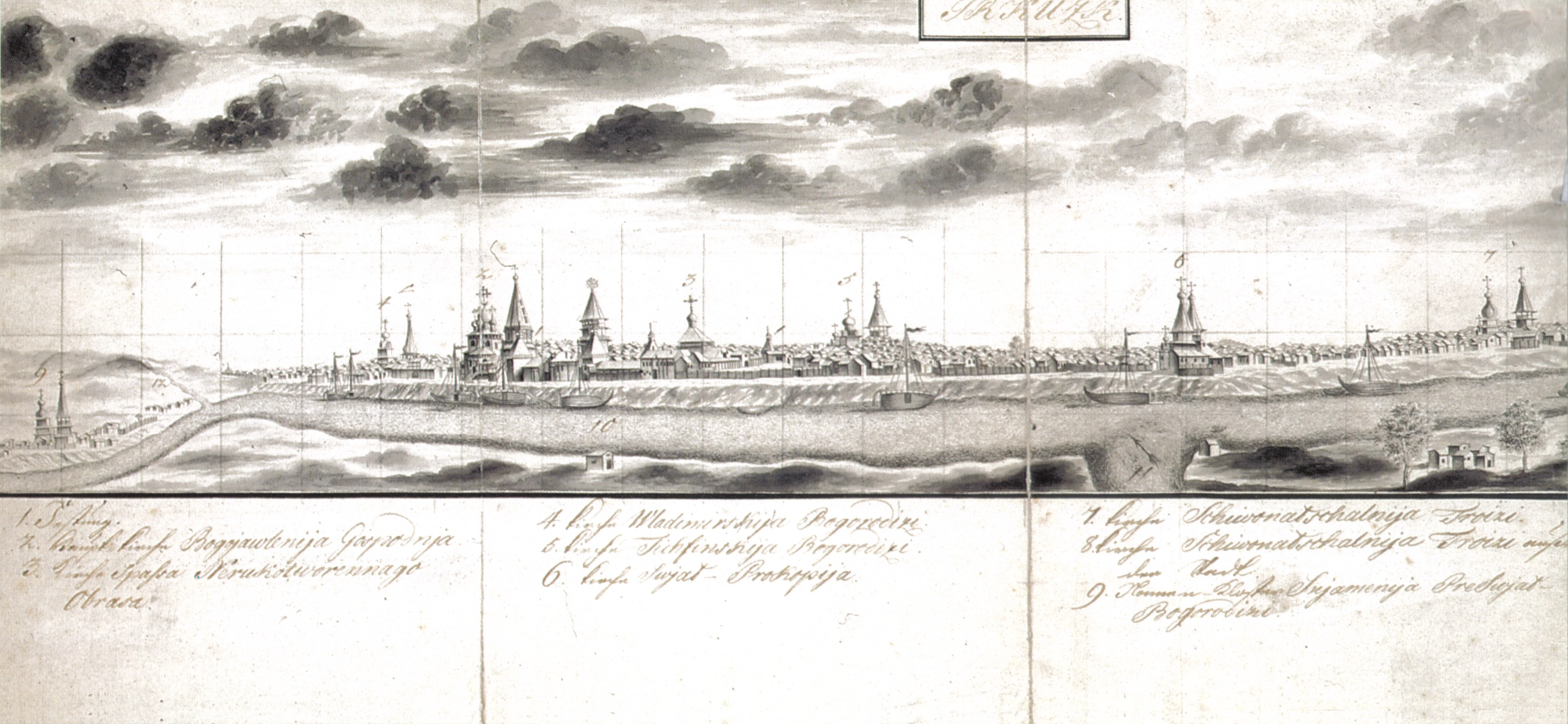
Vista de Irkutsk. Dibujo a lápiz de 1735

Las dos divisiones del Pacífico de la expedición, dirigidas por Martin Spångberg y Vitus Bering, salieron de San Petersburgo en febrero y abril de 1733, mientras que el grupo académico partió el 8 de agosto de ese mismo año. Además de los miembros de la Academia, Gmelin, Müller y Croyère, el grupo también incluía a los entonces estudiantes rusos Stepán Krashenínnikov, Alekséi Grolánov, Luká Ivanov, Vasili Tretiakov y Fiódor Popov, al traductor (también estudiante) Ilyá Jaontov (muerto en 1739), a los geodestas Andréi Krasílnikov (1705-1773), Moiséi Ushakov (muerto antes de 1743), Nikífor Tschekin y Aleksandr Ivanov (muerto en 1738), al fabricante de instrumentos Stepán Ovsiánnikov (muerto en 1738), así como a los pintores Johann Christian Berckhan y Johann Wilhelm Lürsenius. Dos soldados los acompañaban para su protección, junto con un cabo y un tambor. El grupo utilizaba los caballos como transporte terrestre y barcas para navegar por los ríos.
La ruta que siguió el componente académico les llevó primero a Nóvgorod, Kazán, Ekaterimburgo, Tiumén y Tobolsk, donde llegaron en enero de 1734. En mayo, Gmelin y Müller se separaron del resto del grupo, que fue puesto bajo la dirección de Croyère, y hasta diciembre de 1734 viajaron a lo largo del río Irtysh, cruzando Semipalátinsk, Kuznetsk cerca de Tomsk, y luego Yeniseysk. Pasando a través de Krasnoyarsk y Udinsk, llegaron a Irkutsk en marzo de 1735. Dejaron parte de sus equipos y comenzaron a inspeccionar la zona alrededor del lago Baikal, estudiando el comercio en la ciudad de Kyajta, en la frontera chino-rusa, en Transbaikal, y visitaron las minas cerca de Argun. Luego regresaron a Irkutsk a pasar el largo y duro invierno. Mientras tanto, Müller estuvo investigando los archivos locales e hizo copias y transcripciones, mientras que Gmelin recopiló las plantas que había recogido a lo largo del verano.
Su siguiente destino fue Yakutsk, donde se reunieron con el grupo de Bering y partieron hacia Kamchatka juntos. Después de su salida de Irkutsk, los dos investigadores viajaron a lo largo del helado río Angará hasta Ilimsk, donde celebraron la Pascua. Cuando el río Lena quedó libre de hielo, reanudaron su viaje, navegando aguas abajo en botes. Llegaron a Yakutsk, en septiembre de 1736. Casi todos los miembros de la expedición de las dos divisiones del Pacífico se habían reunido allí en el ínterin, y como resultado, Gmelin y Müller tuvieron dificultades para encontrar alojamiento. Lamentablemente, en la noche del 8 de noviembre de 1736, se declaró un incendio en la habitación de Gmelin. En sus memorias del viaje, escritas en una fecha posterior, describió la situación.

## Descubrimiento europeo de Alaska

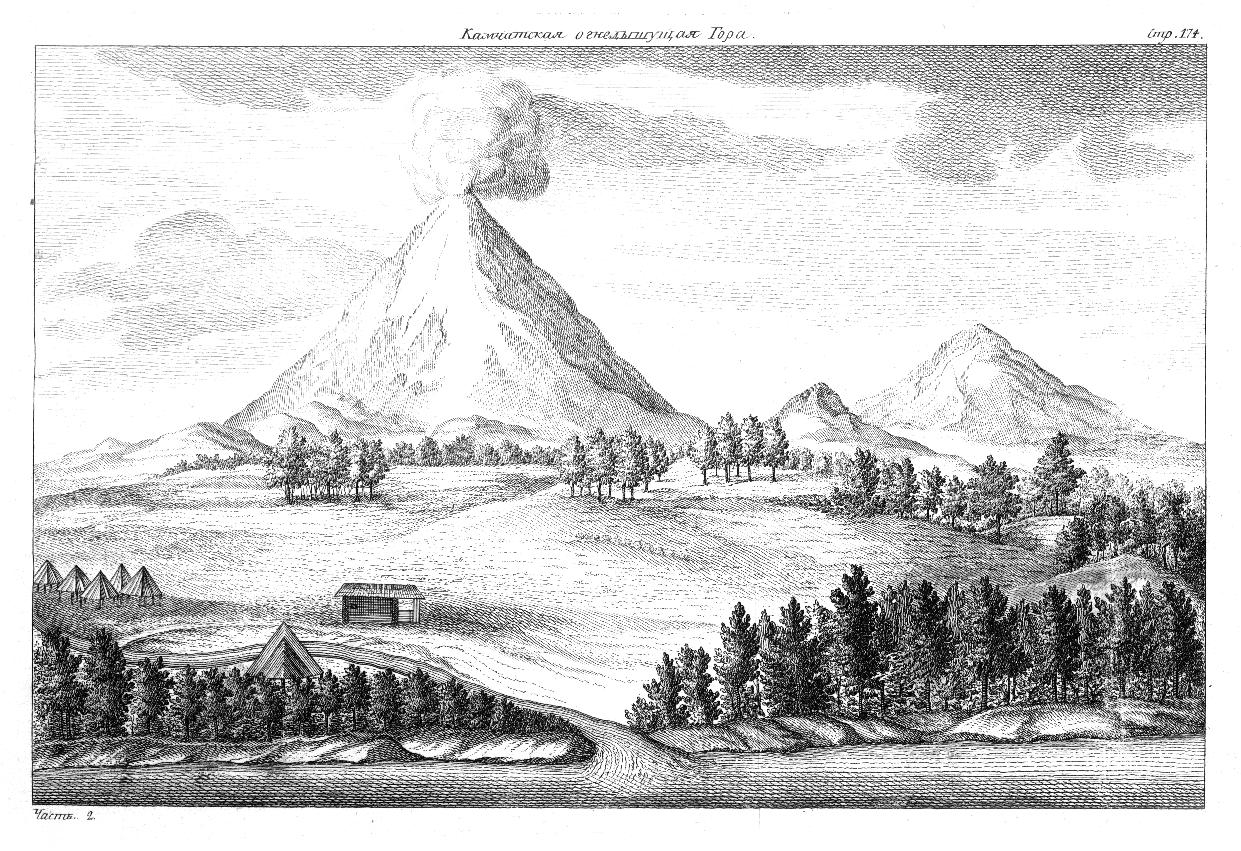
Ilustración de la Descripción de la tierra de Kamchatka (1755), de Stepán Krashenínnikov

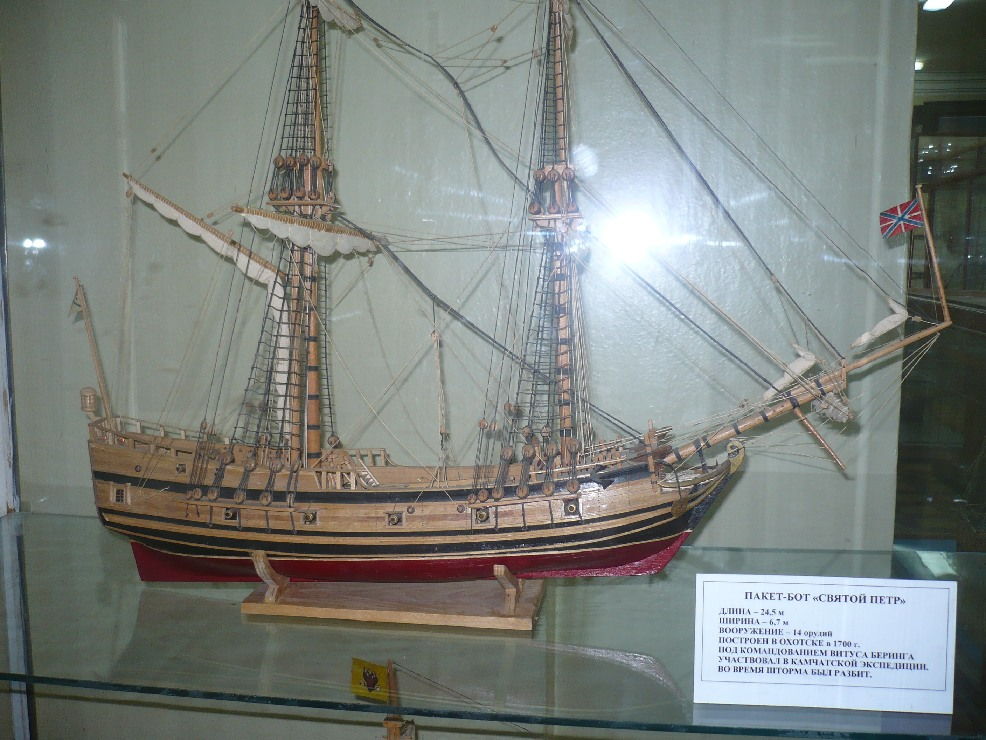
Maqueta de la nave San Pedro que se puede ver en Museo de la Flota Rusa del Mar Negro en Sebastopol

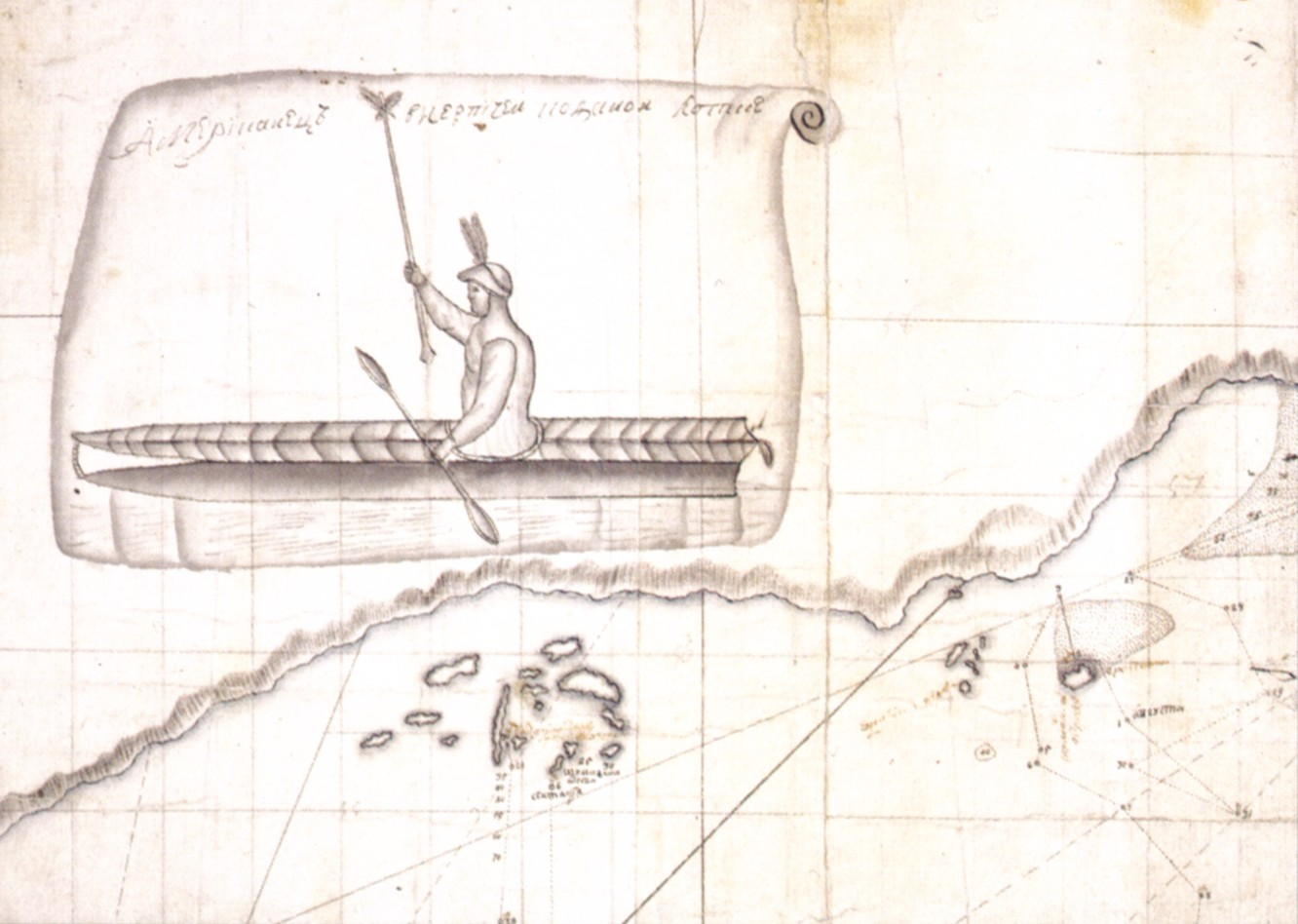
El primer encuentro de Bering con aleutas en las islas Shumagin. Dibujo de Sven Waxell, piloto del San Pedro, el barco de Bering.

En junio de 1741, el San Pedro y el San Pablo arriaron sus velas desde Petropávlovsk-Kamchatski. Seis días más tarde se perdieron de vista en una espesa niebla, pero ambos buques continuaron navegando hacia el este.
El 15 de julio, Chírikov vio tierra, probablemente el lado oeste de la isla del Príncipe de Gales, en el sureste de Alaska. Ante la falta de agua potable, se envió a un grupo de hombres a tierra en un gran bote, haciendo de ellos los primeros europeos que arribaron a tierra en la costa noroeste de América del Norte. Cuando el primer grupo no regresó, envió un segundo grupo de hombres bien armados, que también desapareció. El miedo se apoderó de los rusos y Chírikov levó anclas; siguió adelante desembarcando en el archipiélago Alexander, en la Alaska suroriental. Chírikov y el San Pablo se dirigieron de nuevo a Rusia en octubre con noticias de la tierra que habían encontrado; habían muerto veintiún marineros.
Aproximadamente el 16 de julio de 1741, Bering y la tripulación del Sviatói Piotr (San Pedro) avistaron un pico imponente en la parte continental de Alaska, el monte San Elías (5.488 m). Si bien algunos historiadores sostienen que la montaña fue nombrada por Bering, otros creen que fueron los cartógrafos del siglo XVIII que lo llamaron así por el cabo de San Elías en la isla Kayak, ya que Bering lo habría dejado sin nombrar. Bering estaba ansioso por regresar a Rusia y se volvió hacia el oeste. Más tarde ancló su barco en las aguas de la isla de Kayak, mientras que los miembros de la tripulación iban a tierra a explorar y encontrar agua. Georg Wilhelm Steller, el naturalista del barco, reconoció la isla y tomó notas sobre las plantas y la vida silvestre. También registró por primera vez una especie de ave hasta entonces no conocida, el arrendajo de Steller, que lleva su nombre.
El barco de Bering fue maltratado por las tormentas, y en noviembre naufragó en las costas de la actual isla de Bering, que muchos miembros de la tripulación pensaban que eran ya las costas de Kamchatka. Bering cayó enfermo de escorbuto y falleció el 8 de diciembre de 1741, poco después de que el Sviatói Piotr quedase roto en pedazos a merced de los fuertes vientos. El equipo invernó en la isla y veintiocho de los miembros de la tripulación murieron. Cuando el tiempo mejoró, el único carpintero superviviente, S. Starodúbstev, con la ayuda del resto de la tripulación, logró construir con los restos del Sviatói Piotr un pequeño barco de sólo 12,2 m, que fue también llamado Sviatói Piotr.
Pusieron rumbo a Petropávlovsk, a donde llegaron en agosto de 1742. De los 77 hombres del Sviatói Piotr, sólo 46 lograron sobrevivir a las dificultades de la expedición. La última víctima falleció el día antes de la llegada a Kamchatka. El equipo de Bering llegó a la costa de Kamchatka en 1742, llevando noticias de la expedición. Las pieles de nutria marina que llevaban algunos supervivientes pronto fueron consideradas como las pieles más finas del mundo, lo que provocó el establecimiento de los primeros asentamientos rusos en Alaska. El Sviatói Piotr continuó en servicio durante doce años más, navegando entre la península de Kamchatka y Ojotsk hasta 1755. Su fabricante, Starodúbtsev, regresó a su hogar cubierto de honores y más tarde construyó otras embarcaciones.

## Participantes en la expedición
Personas más importantes asociadas con la expedición y sus fechas de participación en la misma:
- Vitus Jonassen Bering, comandante de la expedición, 1733-1741.
- Alekséi Chírikov, segundo de Vitus Bering 1733-1742.
- Johann Georg Gmelin, naturalista, botánico y geógrafo alemán.
- Gerhard Friedrich Müller (Gerhard Friedrich Müller), historiador y etnólogo: 1733-1743.
- Stepán Krashenínnikov, naturalista y geógrafo: 1737-1741.
- Martin Spanberg, Vilim Valton, Iván Fiódorov y Mijaíl Gvózdev, militar y geodesista, 1738-1739.
- Alekséi Shelting (Шельтинг, Алексей Елеазарович), contralmirante, 1742.
- Fiódor Minin, oficial naval: 1738-1740.
- Dmitri Sterlégov (ru:Стерлегов, Дмитрий Васильевич):1740.
- Vasili Prónchischev, oficial naval: 1735-1736.
- Jaritón Láptev, oficial naval: 1739-1742.
- Nikífor Chekin (Чекин, Никифор): geodesista, 1740-1741.
- Semión Cheliuskin, 1741-1742.
- Peter Lassinius (Lassenius), 1735.
- Dmitri Láptev, oficial naval, 1736, 1739-1741.
- Georg Wilhelm Steller, botánico, zoólogo y médico alemán, 1738-1746.
- Jakob Lindenau, 1741.

Otras personas relacionadas con la campaña expedicionaria:
- Johann Christian Berckhan.
- Daniel Bernoulli, matemático, físico y médico holandés-suizo.
- Joseph-Nicolas Delisle, astrónomo y geógrafo francés.
- Louis De l'Isle de la Croyère (Louis de l'Isle).
- Johann Georg Duvernois, anatomista.
- Johann Eberhard Fischer.
- Johann Wilhelm Lürsenius, pintor.
- Andréi Krasílnikov (Красильников, Андрей Дмитриевич).
- Sven Larsson Waxell (ru:Ваксель, Савелий Лаврентьевич).